# Тарская крепость
Тарская крепость — исторические укрепления Тары Омской области, одного из старейших русских городов Сибири.
Крепость была построена в 1594 году под руководством князя Андрея Елецкого. Она располагалась на возвышенности близ впадения реки Аркарки в Иртыш и выгодно использовала особенности ландшафта в оборонных целях. В силу ограниченности ресурсов и времени Елецкий построил меньшую крепость, чем предписывалось изначально, однако она была построена по всем правилам. Первая линия обороны (кремль) была рубленым городом, состоявшим из 116 городней (деревянных срубов, заполненных землёй) и пяти башен. Также крепость имела передвижную восьмигранную башню с раскатом (верхней площадкой, на которой устанавливались пушки) и двое «водяных» ворот, обращённых к Иртышу и Аркарке. Вторая линия обороны состояла из острога с шестью башнями, из которых четыре были проезжими и две глухими.
Тарский гарнизон активно действовал против местных сибирских татар, сохранявших верность хану Кучуму. В 1598 году тарский воевода Андрей Воейков совершил поход на 700 вёрст и разбил Кучума в битве на реке Ирмень. В последующие годы Таре, однако, угрожали потомки Кучума.
В октябре 1634 года Тара была осаждена калмыками. Им удалось поджечь часть острожной стены, однако прорваться внутрь крепости они так и не смогли. Затем они пошли на штурм со стороны обрыва, поскольку там имелась только одна стена. Однако штурм пришлось в итоге прекратить. Две ответных вылазки гарнизона привели к разгрому калмыков и освобождению пленников, захваченных в окрестных деревнях. Калмыцкие набеги продолжались и в последующие годы, однако напряжённость ослабевала. Последний раз Тарскую крепость осаждал один из Кучумовичей в 1667 году.
В 1669 году Тарская крепость была в значительной степени повреждена пожаром. В конце XVII века Тара была быстро растущим городом, посад которого перекинулся за острожную стену. Однако в 1709 году произошёл новый пожар, уничтоживший значительную часть острога. В 1722 году в городе произошёл Тарский бунт, после подавления которого значение города и крепости пошло на спад.
В 2019 году городище «Тарский кремль» было включено в реестр объектов культурного наследия народов Российской Федерации.